# 세크러테어리엇 (말)

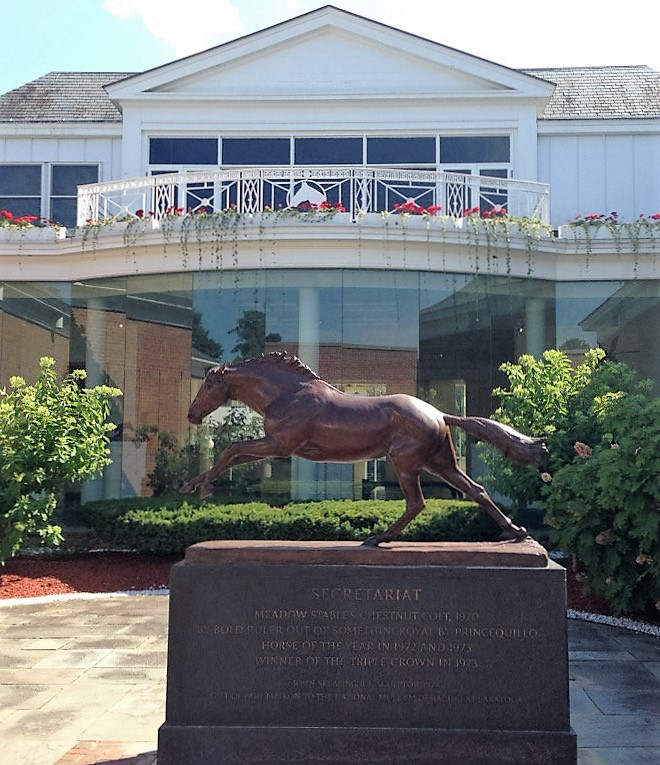
미국 경마 명예의 전당에 전시된 세크러테어리엇 동상.

세크러테어리엇(Secretariat)은 미국의 경주마이다.

## 탄생
1970년 3월 30일 0시20분 메도목장 분만 마방에서 Something royal과 Bold Ruler의 3번째 망아지가 태어났다. 그 망아지는 분만 20분 만에 스스로 일어나 걷기 시작했으며, 45분 만에 어미젖을 빨기 시작했다. 목장일기 한 부분에 이런 내용이 있다. "1970. 7. 28. 세 다리가 희고 잘생긴 수망아지. 뒷다리가 잘 뻗어 있으며 훌륭한 어깨와 완벽한 후구, 누구나 보기만 하면 매료될 것이다.” 20세기 최우수 경주말을 선정할 당시 Man O’War와 Seretariat 사이에 상당한 경합이 있었다. 쉽게 결론이 나지 않아 전문위원이 선정한 말을 Man O’War, 경마고객이 선정한 최고는 Secretariat로 나뉘었다.
그 말은 일찌감치 챔피언감으로 지목되었다. 그래서 사람들은 Secretariat의 마체 형태를 교본으로 삼거나 “지구상에 존재한 서러브레드 중 가장 완벽에 가까운 마체였다”고 평가한다. 세 다리가 흰 것과 관련하여 생산자들 사이에 옛날 속담이 다시 회자되었다. “흰 다리가 하나면 그냥 크는 대로 버려두고, 둘이면 아내에게 선물하고, 셋이면 아들에게 물려주고, 넷이면 빨리 팔아 버려라. 네 다리와 코에 흰 선이 있으면 머리를 쳐 까마귀 밥이 되게 하고…. 제일 좋은 것은 당연히 Secretariat처럼 세 다리와 코에 흰 줄이 있는 것이다.”

## 루신 조교사와 플로리다로
1971년 가을 루신 조교사는 메도 목장을 방문하여 1세가 된 Secretariat와 처음 만난 순간 조교사 은퇴 계획을 취소하고 60세의 고령에도 불구하고 그의 마지막 투혼을 불사르게 된다(메도 목장에서 Secretariat보다 1년 먼저 태어난 Riva Ridge는 켄터키 더비와 벨몬트 스테이크에서 이겼으나 프리크니스 스테이크에서 진흙탕의 주로를 견디지 못해 4착에 머물러 삼관마 달성에는 실패했다. 그러나 Secretariat와 같이 메도 목장과 루신 조교사에게 최고의 명예를 선물하게 된다.)
2세가 되던 1972년 1월 조교를 위해 Secretariat는 루신과 함께 따뜻한 플로리다로 향한다. 그리고 그곳에서 영원한 전담 관리사 Eddie Sweat를 만나(명기수 Ron Turcotte는 2번째 경주부터 합류하게 됨) 6개월간의 훈련이 시작되었다. 마침내 6월 어느날 아침 루신은 1,000m 주로에 그를 내세우고 스톱워치를 눌렀는데, 57초6이었다. 이로써 경주마 한 마리가 만들어졌다.

## 2세에 연도 대표마가 되다
7월 4일 데뷔전인 1,100m 경주에서 4착에 머문 데 대해 경마 전문지 Daily Racing Form은 이렇게 설명한다. “출발 직후 주로 내측으로 달리는 그에게 그 경주에서 꼴찌를 한 악벽마 Quebec이 레일 쪽으로 심하게 밀어붙였다. 간신히 위기를 벗어난 그는 결승 전방 400m까지 단독 꼴찌였으며 결승주로에서 대시를 감행했으나 승리마와 1과¼마신차로 4착에 머물렀다. 사고만 없었다면 승리는 당연히 그의 몫이었다.”
2세마 경주성적 9전 7승, 2착 1회, 4착 1회 중 2착의 경우도 우승을 도난당했다. 10월 14일 챔피언 스테이크(1,600m)에서 발주 악벽으로 다른 말들보다 15마신 뒤떨어진 상태에서 경주가 시작되었다. 결승주로 전방까지 제일 후미에 처진 그는 마지막 코너를 돈 후 포효하기 시작했다. 당시 경마평론가의 표현을 인용하자면 “Secretariat가 톱기어에 들어간 순간, 앞서 가던 다른 말들은 경주 중 간식을 먹기 위해 잠깐 멈추었다”고 풍자돼 있다. 결승선 전방에서 식사 중인 Stop the Music(우리 씨수말 프트스톡턴의 2대부)을 획 하고 스쳐 1착으로 골인했다. 나중에 Stop the Music 마주도 판정이 공정하지 못했다고 인정했다.
2세 경주를 마친 후 이클립스상 시상식에서 같은 목장 출신 Riva Ridge를 물리치고 2세 챔피언 겸 연도 대표마로 뽑혔다. 최고 생산목장, 최고 마주상은 물론이고 루신도 최고 조교사에 선정되었다.

## 씨수말로 팔린 희한한 경우
3세가 되던 1973년 2월 메도 목장은 세금을 내지 못해 비싼 경주마를 모두 처분해야 할 위기에 봉착했다. 이때도 어김없이 Seth Hancock이 구원의 손길을 내민다. 그가 3세까지 경주를 계속하는 조건으로 신디케이트를 조직하게 된다. 미국, 영국, 아일랜드, 프랑스, 일본 등 5개국의 생산자들과 며칠간 전화통화한 후 1계좌당 19만달러씩 32계좌 608만달러(여기에다 Seth 자신의 공로지분 4계좌, 루신 조교사에 대한 선물 1계좌를 합쳐 37개 계좌)를 모았다. 이 금액은 1970년 영국 삼관마 Nijinsky 신디케이트 금액 540만달러를 초과한, 당시까지 최대 매매가였다. 2세 경주마가 끝난 후 대부분의 전문가들은 그가 25년 만에 삼관마에 오를 것이라고 예상했지만 돌발변수의 등장으로 예상이 빗나갈 경우 그 뒤의 사태는 아무도 예견할 수 없었던 만큼 지극히 이례적인 거래였다.

## 삼관마 경주
위대한 경주마의 탄생 뒤에는 반드시 그의 파트너가 있고, 한쪽이 처참히 몰락하면 다른쪽은 영웅이 된다. Secretariat의 상대마는 Sham이란 명마다. 삼관마 경주 전 Wood Memorial 경주에서 Secretariat는 3착, Sham은 2착이었다.
켄터키 더비 당일, 여느 때처럼 오전에 컨디션을 조절한 후 점심식사를 마치고 약 3시간 동안 네 다리를 쭉 뻗고 오침을 즐겼다(그는 식사 때 머리를 밥통에 넣으면 바닥을 깨끗이 핥기 전까지는 고개를 들지 않았고, 아무리 큰 경주날이라도 만사를 제치고 낮잠을 즐겼다). 경주가 임박해서 주위에서는 Bold Ruler의 망아지이기 때문에 2,000m는 힘들다는 악성 루머가 퍼지고, 특히 가벼운 비출혈이 일어나 주위를 긴장시켰다. 이를 본 Sham의 조교사 산초(인상이 험해 멕시코 악당에 비유한 별명)가 루신에게 5,000달러 내기를 하자고 비위를 건드렸다. Secretariat는 2,000m 거리의 각 2펄롱을 25초2, 24초, 23초8, 23초4, 23초로 주파해 1분59초4의 코스 신기록으로 Sham을 따돌렸다. 경주 직후 루신이 우연히 Sham의 마방을 지나다 산초가 Sham의 코피를 닦고 있는 장면을 목격하기도 했다.
Secretariat는 경주 다음날에도 에너지가 소진되지 않아 기승상태로 주로를 몇 바퀴 돈 후에야 정상 상태로 돌아왔다. 프리크니스 스테이크에서도 낙승한 후 삼관마 등극의 마지막 관문에 섰다. 일반인들은 그를 전형적인 추입마로 알고 있으나 사실은 그게 아니다. 늦발주 악벽 때문에 그렇게 보였으며, 조교사는 그를 결코 추입마로 훈련시키지 않았다. 경주 전날 밤 전담관리사 Eddie Sweat는 애마 옆에서 잠깐 졸면서 꿈을 꾸었다. 평소와 다르게 출발부터 독주하기 시작했다. “안돼, 안돼, 멈춰!” 그렇게 고함치다 잠에서 깨어났다.
벨몬트 스테이크(2,400m)에 5두가 출주했고, 상대마는 역시 Sham이었다. 정말 출발부터 Secretariat는 선두에 섰다. Sham도 이를 악물고 뒤를 따랐다. 2두는 처음 800m를 46초2로 달렸다. 관중이 모두 일어섰다. “저건 자살 행위이다.” 1600m를 통과한 기록은 1분34초2. Sham은 7마신 처진 2위를 유지했으나 이미 탈진상태였다. 관리사 에디는 발을 동동구르며 소리쳤다. “안돼 멈춰.” 2,000m 통과기록 1분59초. 더비기록보다 빨랐다. 2위와의 거리는 점점 멀어졌다. 결승선을 통과할 때 2위와 31마신 100m 착차. 종전기록을 2초6 앞당긴 세계 최고 기록이었다. 며칠 후 Sham의 부상과 은퇴 사실이 신문에 보도되었다.

## 세기의 경주마 2두
Big Red(Secretariat의 애칭)와 Man O’War는 분명히 20세기 경마의 쌍두마차였다. 둘 중 누가 더 위대했느냐고 물을 때 그 대답은 다음과 같을 것이다.
“Man O’War는 신화다. 행크 에런이 홈런 수에서 베이브 루스를 아무리 앞질러도 그의 명성을 추월할 수는 없다. 권투 영웅 잭 램프시를 기억하는 올드맨에게 무하마드 알리는 도저히 비교 대상이 못된다. 또 이 시대 Big Red의 경주를 본 사람에게는 오직 그만이 영웅이고 우상이며 다른 말과 비교하기를 거부한다. 몇 세대를 초월한 영웅의 비교는 불가능하다.” 이는 벨몬트 스테이크에서 최고 기록을 추월당한 Gallant Man의 조교사 Jonny Nerud의 말이다.
둘이 굳이 비교해 본다면, 닮은 점은 이마에 흰점과 선이 있는 밤색마이며, 둘 다 마체구조가 월등해 생산자들이 그런 망아지를 갖고 싶어하는 표본이었다는 점이다. 그리고 둘 다 캐나다에서 은퇴경기를 했다. 다만 Man O’War는 초대 삼관마 Sir Barton과의 Match Race에 초대받은 경우이고, Big Red는 조교사와 기수가 모두 캐나다 출신이어서 마주의 배려에 의한 것으로 추측된다.
다른 점은 Big Red는 성격이 느긋했고(식사 때는 예외) Man O’War는 성격이 불같아 경주출주 준비 때 항상 4명이 그를 인도했으며 발주기에서 야단법석을 떨지 않으면 관중들의 의아해할 정도였다. 그리고 Big Red의 경쟁상대는 2만 5,000두였고 Man O’War는 1,680두였다(1917년생). Big Red는 대부분 나이 많은 선배들과 겨루었으나 Man O’War는 Sir Barton과의 경주 한 번뿐이었다.
Man O’War의 대형 동상이 Kentucky Horse Park에서 세계의 경마계에 군림하는 반면 Big Red의 사진은 인간이 사용하는 우표에도 등장했다. Man O’War의 장례식이 라디오로 전국에 생중계되었고, Big Red는 Time과 Newsweck의 표지모델로 활동했다.

## 클레이본 목장으로 은퇴
Big Red는 2년간 21전 16승, 2착 3회, 3착 1회로 130만 달러를 수득하고 2년 연속 연도 대표마로 선정되었다. 아버지 Bold Ruler의 마방을 물려받아 씨수말로 활동하며 Lady’s Secret, Risen Star 등 걸출한 후세마를 남기기도 했으나 그의 명성은 Storm Cat, A.P Indy, Summer Squall, Gone West등 어미의 애비로서 계속 살아 있다. 1989년 그가 사망한 후 Time지는 20세기 가장 영향력 있는 운동선수 10걸에 그를 포함시켰다. Secretariat는 클레이본 목장에 Nijinsky, Mr. Prospector와 나란히 묻혀 있다고 한다.
1974년 미국 경마 명예의 전당에 헌액되었으며, 같은 해 동상이 제작되어 전시되었다.